# 少林三十六房
《少林三十六房》是1978年邵氏出品的一部功夫片，刘家良导演，刘家辉、汪禹領銜主演，获得第24届亚洲影展最佳动作效果奖。

## 劇情概要
主角刘裕德一家开海味店營生。他的老师何先生向他和同学们传播反清思想，并让他们帮助传遞郑成功的密信。殷将军为刺杀钦差与清军天达将军相斗，被杀。天达的爪牙唐三要在城中大肆搜捕，何先生自尽，刘裕德全家被杀。他与同学逃出，但同学被唐三要所杀。他一个人投奔少林，一开始受戒律院住持所拒，后来方丈收留了他，赐法名三德。
在住持点拨下他从最初級的第三十五房开始练武，经历踩浮木、手臂绷直挑水、敲钟、目力训练等多重考验，功力大进。方丈允许他做任一房的副住持，當中戒律院住持質疑三德能力而不同意、命令三德與自己比試，開出了「只要能胜过自己的『柳葉戒刀』，就是做任何一房的住持也無不可」的條件。三德竹林中苦练，终于自创三节棍、贏過戒刀。後向方丈自请成立第三十六房、向俗家弟子傳授少林武學，方丈雖然內心同意但礙於不便表態，向三德使了個眼色，兩人假意吵架，方丈藉故將三德趕出了少林寺，三德得以下山尋找俗家子弟。
下山后救下洪熙官，打敗了宿敵唐三要，同時收洪熙官、童千斤、陸阿采、舂米六為徒弟。之后利用将军府外舂米六的米店，研究刺杀计划。最后，他報仇成功殺死天达，並创立了专收俗家弟子的少林寺三十六房。

## 主要演員
- 劉家輝 飾 劉裕德／三德 (粵語配音: 黃志成)
- 李海生 飾 戒律院住持 (粵語配音: 盧傑群)
- 羅烈 飾 天達將軍 (粵語配音: 陳曙光)
- 唐偉成 飾 唐三要 (粵語配音: 楊捷康)
- 張午郎 飾 張將軍 (粵語配音: 盧傑群)
- 于洋 飾 洪熙官 (粵語配音: 陳永信)
- 吳杭生 飾 童千斤 (粵語配音: 黃子敬)
- 徐少強 飾 陸阿采 (粵語配音: 盧傑群)
- 汪禹 飾 舂米六 (粵語配音: 楊捷康)
- 韋弘 飾 何廣漢 (粵語配音: 周永光)
- 劉家榮 飾 殷天忠 (粵語配音: 黃子敬)

## 其他演員
- 袁小田 飾 拳房住持
- 姜南 飾 眼力房住持 (粵語配音: 陳曙光)
- 詹森 飾 腕力房住持 (粵語配音: 黃子敬)
- 陳龍 飾 棒術房住持 (粵語配音: 周永光)
- 強漢 飾 少林寺管長
- 韓國材 飾 裕德同學 (粵語配音: 陳永信)
- 王清河 飾 裕德父 (粵語配音: 黃子敬)
- 陳思佳 飾 陳燕萍 (粵語配音: 譚淑英)